# Phare de Capul
Le phare de Capul  est un phare situé sur l'île de Capul au nord-ouest de l'île de Samar, dans la province du Samar du Nord, aux Philippines.
Ce phare géré par le Maritime Safety Services Command (MSSC), service de la Garde côtière des Philippine (Philippine Coast Guard).

## Histoire
Il marque l'entrée occidentale du détroit de San-Bernardino venant du chenal de Ticao.
La construction du phare a débuté en octobre 1893 et il a été mis en service pour la première fois en décembre 1896, alors que la station de signalisation n'était encore que partiellement achevée. Les travaux ont été suspendus un mois auparavant, en novembre 1896, au début de la révolution philippine. Il fut terminé par les américains.
Le phare de Capul Island et le phare de Batag ont été déclarés monuments historiques provinciaux par la province de Samar du Nord en octobre 2008 (National Historical Landmark of Philippines).

## Phare actuel
C'est une tour cylindrique en pierre, de 31 m de haut, avec galerie et lanterne. Elle est peinte en blanc avec une bande horizontale rouge. A côté se trouvent les ruines des anciennes maisons de gardien et l'emplacement d'une ancienne pièce d'artillerie japonaise
Ce phare émet, à une hauteur focale de 43 m, un éclat blanc toutes les sept secondes. Sa portée est de 18 milles nautiques (environ 33 km). Il est érigé à la pointe nord-ouest de l'île.
Identifiant : ARLHS : PHI-045 ; PCG-.... - Amirauté : F2492 - NGA : 14152.
|              |
| Île de Capul |

|                                       |
| Localisation de Capul (Samar du Nord) |

### Lien connexe
- Liste des phares aux Philippines